# ДНК-транспозоны
ДНК-транспозоны (транспозоны второго типа). Главное отличие транспозонов второго типа от ретротранспозонов состоит в том, что механизм их транспозиции не включает стадию РНК-интермедиата (посредника).

## Механизм транспозиции
Транспозоны второго типа перемещаются по механизму «вырезать — вставить», но не «копировать — вставить», и используют при этом фермент транспозазу. Разные транспозазы работают по-разному. Некоторые связывают часть молекулы ДНК со случайным сайтом встройки, другие же связываются со специфическими последовательностями.
Оба класса транспозонов могут утрачивать возможность синтезировать обратную транскриптазу или транспозазу в случае мутации, но могут продолжать «прыгать» в геноме благодаря наличию других транспозонов, не несущих мутации, продолжающих образовывать необходимый фермент.

## Последствия для клетки
Транспозоны, которые перемещаются только по механизму «вырезать — вставить», могут дуплицироваться только в случае, если транспозиция происходит в течение  S-фазы (фазы синтеза ДНК), в случае, когда «донорный сайт» уже реплицировался, а место встройки — ещё нет.